# کولونزا
کولونزا (به لاتین: Kolonza) یک منطقهٔ مسکونی در مونته‌نگرو است که در شهرداری اولکینج واقع شده‌است. کولونزا ۲۲۸ نفر جمعیت دارد.